# Tareq Ayyoub
Tareq Ayyoub (árabe: طارق أيوب, romanizado: Ṭāriq 'Ayyūb, también romanizado Tareq Ayoub, Tariq Ayoub, Tarek Ayoub, Tarik Ayub, 1968 - 8 de abril de 2003) fue un reportero de televisión palestino de nacionalidad jordana, empleado por la cadena de televisión catarí Al Jazeera, y anteriormente por Fox News. Ayyoub murió en 2003 cuando dos misiles, disparados desde un avión estadounidense, impactaron en la sede de Bagdad del Canal Al Jazeera durante la invasión de Irak liderada por Estados Unidos en 2003. La estación de Al Jazeera estaba claramente marcada como un centro de medios de comunicación y el ejército estadounidense había sido informado de su ubicación en febrero.

## Biografía
Nacido en Kuwait en 1968, Ayyoub recibió su maestría en inglés de la Universidad de Calicut. A partir de 1998 cubrió la política nacional e internacional de Jordania para el Jordan Times en inglés.

## Muerte
En la mañana del 8 de abril de 2003, Ayyoub, junto con su segundo camarógrafo, un iraquí llamado Zuheir, estaba cubriendo una batalla entre las tropas estadounidenses e iraquíes desde el techo de la oficina de Al-Jazeera en Bagdad. Aproximadamente a las 7:45 a. m., un avión de ataque estadounidense A-10 Warthog giró hacia la oficina de Al-Jazeera y comenzó a descender sobre ella. Maher Abdullah, corresponsal de la estación en Bagdad, fue testigo del ataque del A-10 y dio la siguiente descripción: "El avión volaba tan bajo que los que estábamos abajo pensamos que aterrizaría, así de cerca estaba. De hecho, escuchamos el lanzamiento del cohete. Fue un impacto directo: el misil explotó contra nuestro generador eléctrico, y Tareq murió casi de inmediato, Zuheir resultó herido".

## Contexto
El mismo día la estación satelital de Abu Dhabi fue alcanzada por "fuego del ejército" en una zona diferente de Bagdad y un tanque estadounidense disparó proyectiles contra el Hotel Palestina, matando a los camarógrafos Taras Protsyuk de la agencia Reuters y José Couso de la cadena española de televisión Telecinco.

## Reacción
Muchos de los reporteros árabes de Al Jazeera vieron esto como un ataque intencional contra su personal, pero Estados Unidos afirmó más tarde ese día que la muerte había sido un accidente y que se había visto fuego hostil originado en la sede de Al Jazeera.